# 打鹿埔
打鹿埔，是臺灣高雄市田寮區的一個傳統地域名稱，位於該區東北部。相較於今日行政區，其範圍大致與鹿埔里相近。
本地區境內主要聚落為坑仔底（下鹿埔）、頂頭（中鹿埔）、百貮崁腳、坑內、上鹿埔。

## 歷史
台灣日治初期，打鹿埔地區為一街庄，稱為「打鹿埔庄」（舊制街庄），隸屬於嘉祥內里。該庄昔日西北與古亭坑庄為鄰，北與腳帛藔庄為鄰，東與北勢庄為鄰，南邊及西南邊為南安老庄，西邊一小段與狗氳氤庄為界。
1901年（日治明治三十四年）11月11日，全台廢縣廳改設二十廳，該庄隸屬於蕃薯藔廳。1904年（明治三十七年）2月16日，該庄編入「古亭坑區」，隸屬於蕃薯藔廳。1909年（明治四十二年）10月25日，全台合併二十廳為十二廳，古亭坑區改隸屬於阿緱廳。1920年（大正九年）10月1日，全台地方制度大改正，廢十二廳改設五州二廳，該庄改制為「打鹿埔」大字，隸屬於高雄州旗山郡田寮庄（新制街庄）。1932年（昭和七年）12月1日，田寮庄改隸屬於岡山郡。
戰後田寮庄改制為田寮鄉，隸屬於高雄縣，大字亦改制為村。1950年（民國39年）10月1日，高、屏分治，田寮鄉仍隸屬於高雄縣。2010年（民國99年）12月25日，高雄縣、市合併為直轄高雄市，田寮鄉改制為田寮區，村亦改制為里。

## 聚落
本地區發展較早的聚落為坑仔底（下鹿埔）、頂頭（中鹿埔）、百貮崁腳、坑內，在日治初期的官方地圖上已有記載。此外，本地區尚有上鹿埔聚落。

## 交通
省道台28線是湖內橋至茂林（實際終點為大津）的幹道，經過本地區的頂頭（中鹿埔）、百貮崁腳等聚落。由該道路西行可前往阿蓮區、路竹區北部、湖內區，並止於省道台17線轉角暨台17甲線終點路口；東行可前往田寮區/內門區交界地帶、內門區/旗山區交界地帶、旗山區、美濃區、六龜區南部，並止於省道台27線路口。
區道高120線是中埔至打鹿埔的道路，其南側端點（終點）位於本地區北部邊界地帶的省道台28線路口。